# Тухсигат
Тухсигат (Тух-Сигат) — река в России, протекает в Томской области.
Устье реки находится в 158 км по левому берегу реки Нюролька. Длина реки составляет 131 км.

## Данные водного реестра
По данным государственного водного реестра России относится к Верхнеобскому бассейновому округу, водохозяйственный участок реки — Васюган, речной подбассейн реки — Васюган. Речной бассейн реки — (Верхняя) Обь до впадения Иртыша.

## Притоки
- 63 км слева: Заячья
- ? км справа Малый Лохниют
- 93 км слева: Вичикуланигай
- ? км справа Большой Лохниют
- 113 км слева: Куланигай